# Andorinhão-tesoura-grande
Andorinhão-tesoura ou andorinhão-tesoura-grande (Panyptila sanctihieronymi) é uma espécie de ave da família Apodidae.
Pode ser encontrada nos seguintes países da América Latina: Costa Rica, Guatemala, Honduras, México e Nicarágua.
Os seus habitats naturais são: regiões subtropicais ou tropicais húmidas de alta altitude, matagal tropical ou subtropical de alta altitude e florestas secundárias altamente degradadas.